# 瓦海維爾卡山
13°09′54″S 72°22′14″W / 13.16500°S 72.37056°W

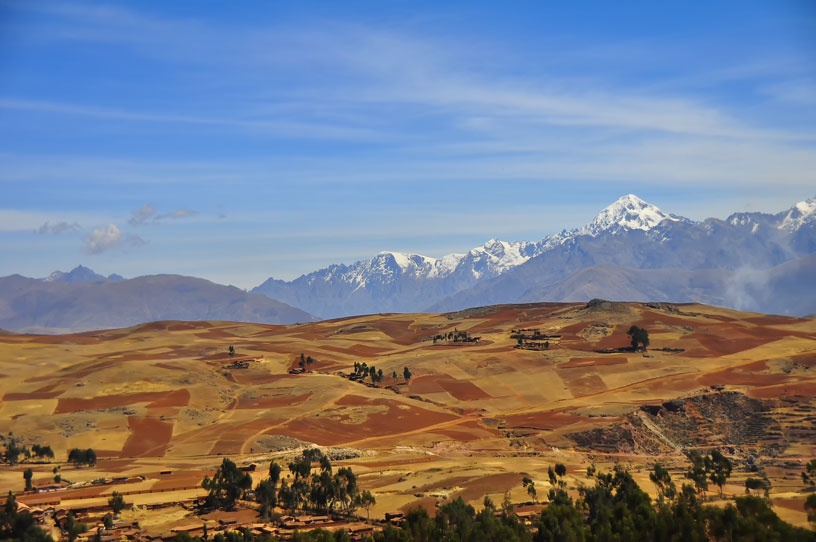

瓦海維爾卡山（Huajayhuillca），是秘魯的山峰，位於該國東南部庫斯科大區，由瓦約帕塔區和奧揚泰坦博區負責管轄，屬於烏魯潘帕山脈的一部分，海拔高度5,361米。